# M3李戰車
M3中戰車是美國於第二次世界大戰中使用的一款戰車。在英國服役時，原裝採用帶車長指揮圓頂砲塔的M3戰車，被英軍稱作「李將軍式」（簡稱李式，M3 Lee），源自南軍將軍—羅伯特·李。英軍早期採購的是拆除指揮圓頂并採用新炮塔的「格蘭特將軍式」（簡稱格蘭特式，M3 Grant），源自北軍中的著名將領兼美國第18任總統—尤利塞斯·S·格兰特。注意美軍只稱其為M3中戰車，沒有使用“李”或“格蘭特”的稱號。

## 開發及設計

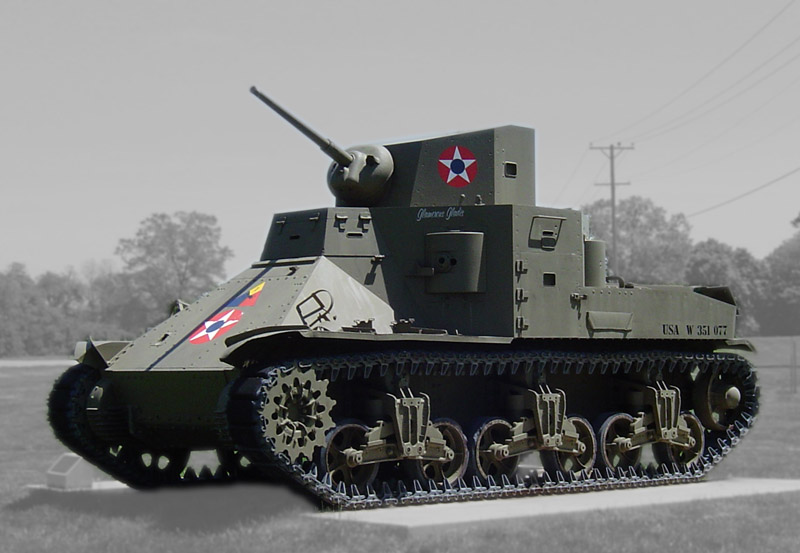
M2中型坦克

美軍在1939年二戰爆發時編制有400輛戰車，絕大多數是M2輕型戰車，中型戰車只有18輛M2中型坦克。美國在1939年前對開發戰車因預算不足而牛步化，且美國陸軍也沒有完整的教範與戰術思想來指導開發戰車的方向，因此研發單位只能從其它國家的設計去摸索新型戰車設計。而歐洲戰場德國三號坦克與四號坦克的主炮口徑已經有75公厘，美軍認知到這個國際主流趨勢，意識到M2的37公厘主炮在中戰車級別中無法承擔重任，所以美軍很快定調了未來的戰車主炮級距，並希望能盡快地研發出可運用75公厘戰車炮的中型戰車。
於是，在1940年7月開展了新型中型戰車的開發。由於美國軍工研發單位沒有研發過可承受75公厘火炮規格的炮塔，要盡快完成研發，可靠一點的方式就是把重型火炮設在車身上減少結構問題，類似設計在B1重型戰車已有運用。美國戰車工程師利用M2中戰車的車體塞入75公厘主炮，並保留引擎傳動系統與可靠的垂直渦形彈簧懸掛系統減少開發時程，也重新設計裝甲提高防禦力。
M3中戰車與M2中型坦克一樣，採用莱特公司的汽油引擎，安裝於車身後方，動力經傳動軸接駁至車身前方駕駛席的變速箱。一門75公釐M2戰車砲安裝在寬大車身的右方（後期換裝炮管較長的M3戰車砲），由一名炮手及一名裝填手操作。該火炮衍生自法國M1897式75公釐野戰砲，後來也有安裝在M4雪曼戰車上。

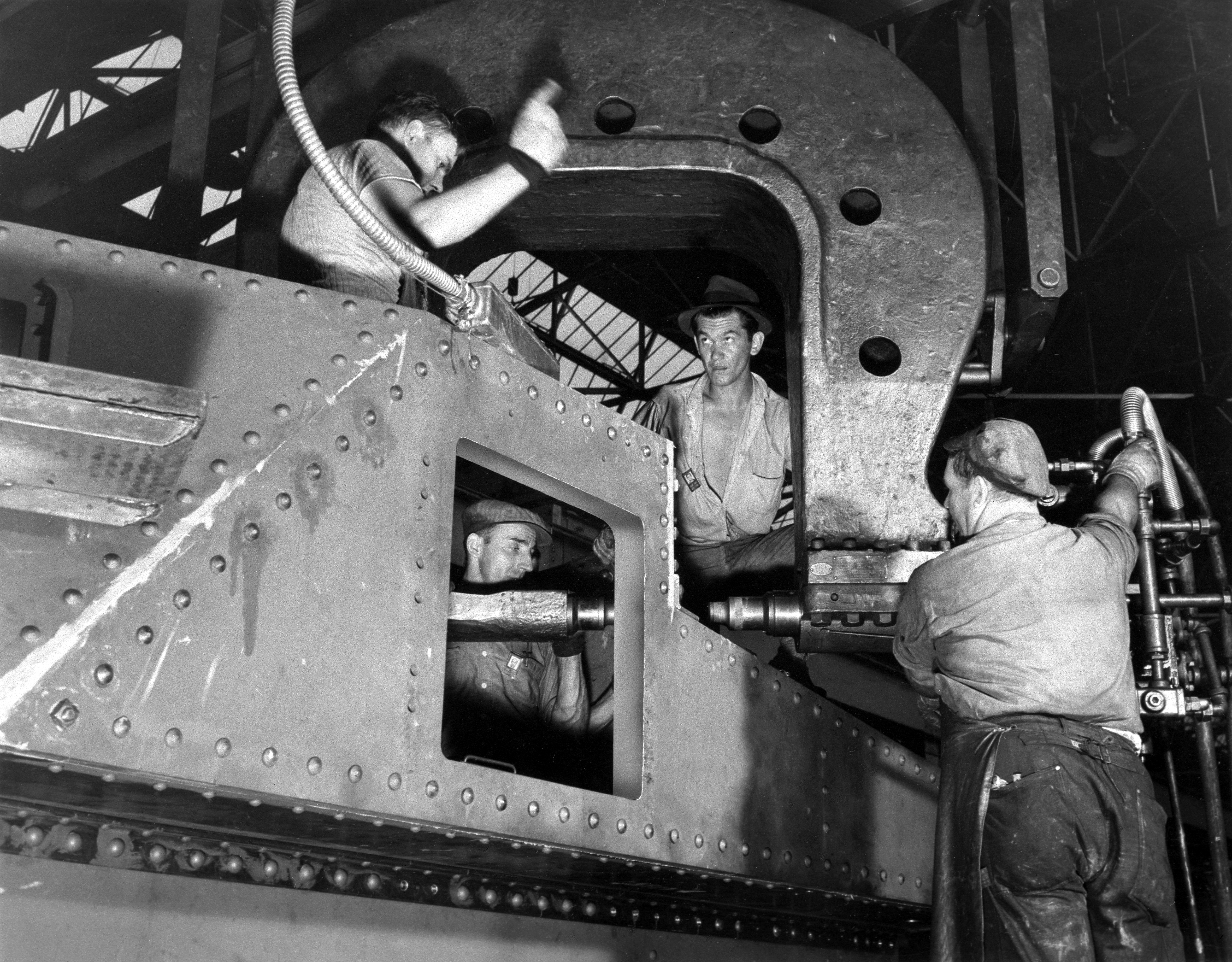
裝配中的M3戰車

駕駛席的左邊安裝兩挺固定機槍。在駕駛席之後，安有一雙人炮塔。車長及一名炮手負責使用炮塔內的一門由37公釐M3反坦克炮衍生出的M5或M6坦克炮，及一挺同軸機槍。車長擁有一個帶機槍的指揮圓頂用於觀察。由於車內武器眾多，所以乘員足足有7人（格蘭特式為6人），比各國同期戰車要多。
M3中戰車由於使用星型引擎及傳動軸，車身高大。因此車內空間也較充足。不過隨之而來的問題是車體各側面的投影面積較大，容易被發現并瞄定。而且安裝在車身的75公釐火炮射擊範圍有限，可全方位射擊的37公釐炮又威力不足。
1941年3月，M3中戰車原型出廠，1941年7月加入英國軍方意見的格蘭特戰車開始量產。英國版本的格蘭特戰車除了有更厚的裝甲，同時也取消了無線電兵編制，因此車組減少成6人；美國版本後期型也參考了英國作法，將無線電任務由駕駛負擔，車組也比照英國減編。M3中戰車由於是種應急性量產版本，設計上仍有諸多缺點，使它很快地就從前線退出，由生產速度快，性能尚佳的M4雪曼戰車所取代。

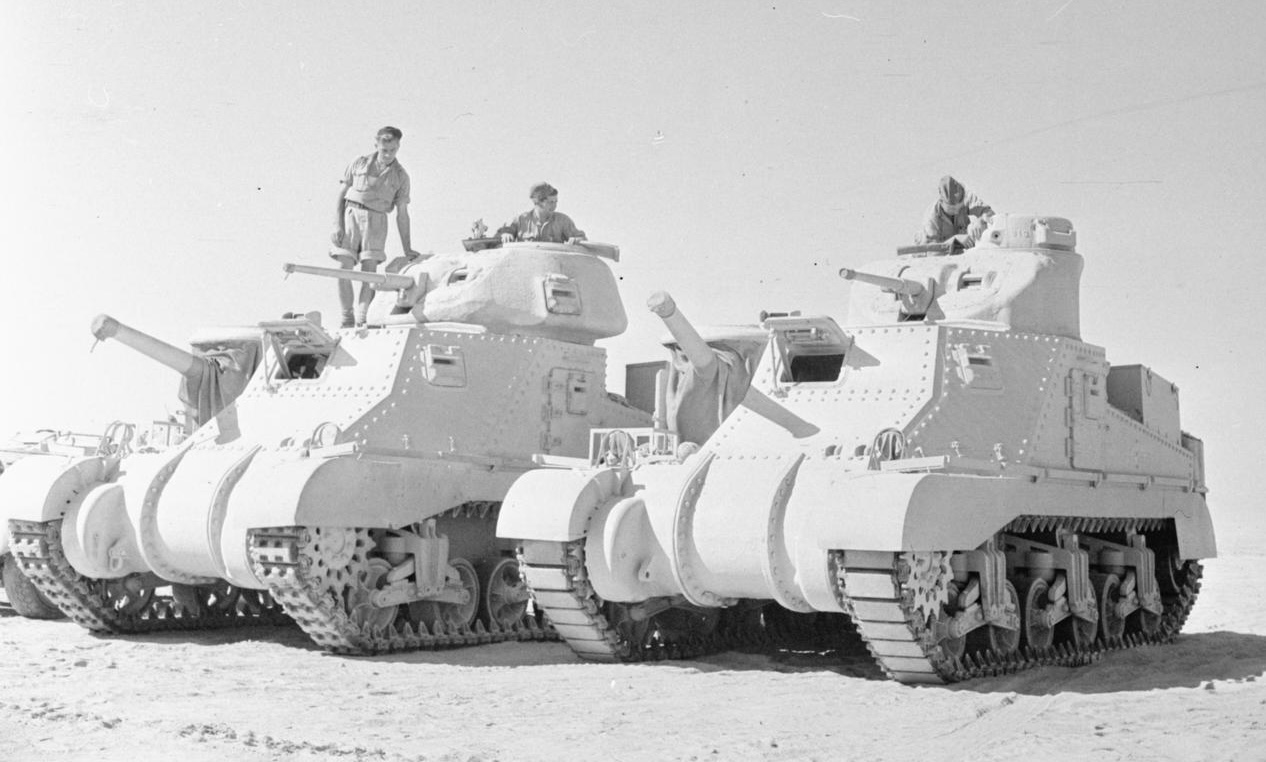
M3李將軍式（右）及格蘭特將軍式（左），留意兩者炮塔的分別

## 作戰紀錄
美國總共生產6,258輛M3中戰車與其衍生型，有2,855輛由租借法案授權援助英國，1386輛援助給蘇聯。

### 英軍
英軍在二戰早期，尤其是敦刻爾克大撤退後嚴重缺乏裝甲車輛。美國願意向英軍提供正在大量生產的M3中戰車。英軍對其種種缺點并不滿意，但因需求實在紧急，英軍在提出改造要求後下訂1,250輛符合英國需求的M3中戰車，即格蘭特將軍式。
最初的167輛M3格蘭特式裝配在三個裝甲旅下，投入北非戰場，在1942年5月的加查拉戰役投入實戰。之後英軍也有接受一批李將軍式以緊急填補兵力。
英軍發現M3中戰車機械上非常可靠，故障較少。75公釐榴彈炮的火力在戰鬥中也非常優秀，德軍隨後也證實75公厘主炮的有效射程比三號戰車配備的5厘米KwK 39炮與其原型Pak 38反戰車炮更長，因此德軍應對它們較為吃力，對義大利軍來說格蘭特戰車則是極為致命的對手，他們的戰車無法與格蘭特對抗，只有75/18式自走砲使用反戰車高爆彈才能有效擊毀。而且裝甲足以抵禦早期德軍的大部份反坦克武器，除了令盟軍聞風喪膽的88毫米高射炮。不過英軍也覺得其車身過於高大，安裝在車身的75公釐火炮射擊範圍有限，使用不便而限制了火力。初期M3中戰車部份裝甲還使用鉚釘固定，被擊中後容易飛脫引起危險。

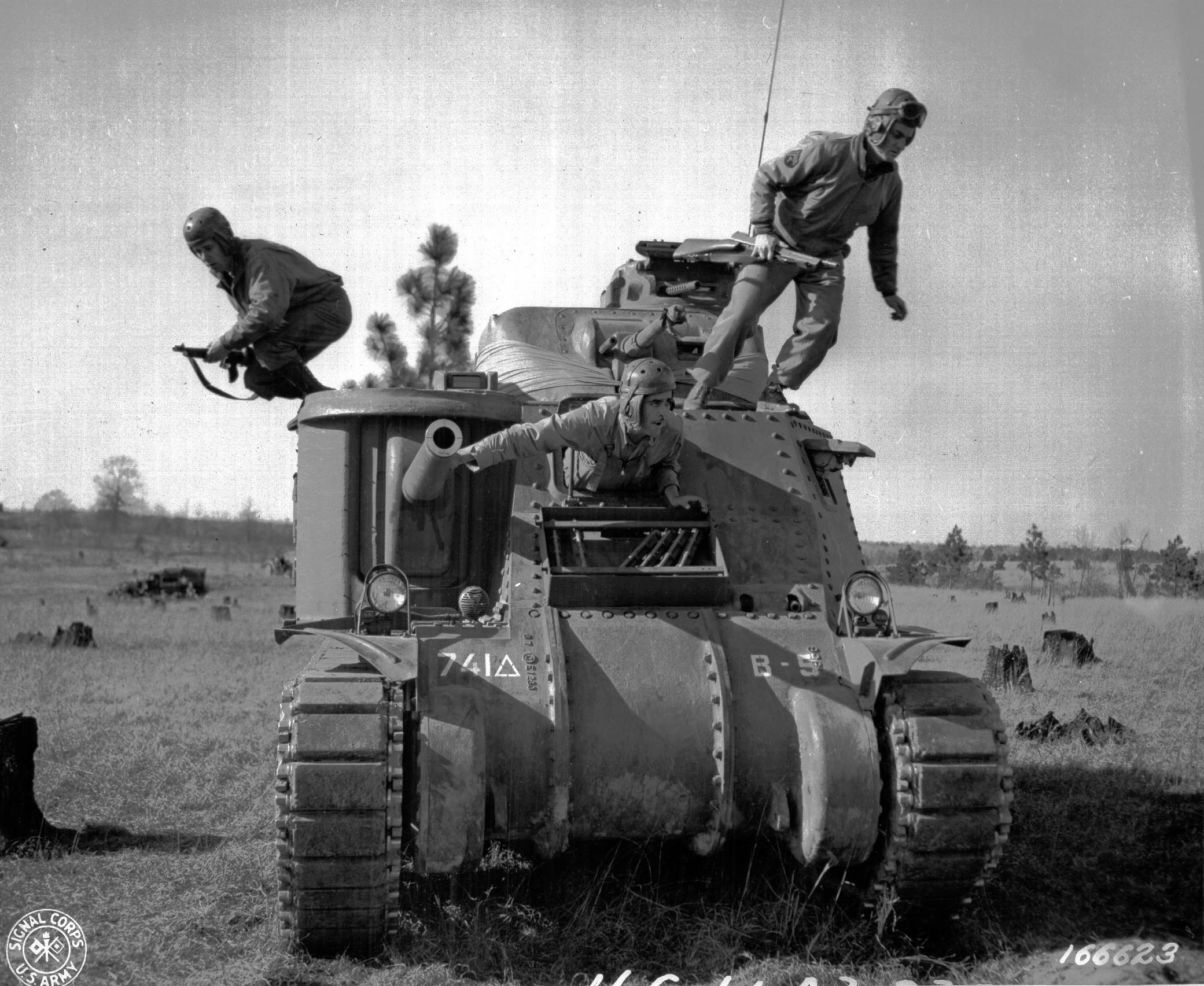
棄車逃生的演習

英軍中大部份M3格蘭特式在北非戰役後已退役。部份被改裝成一些工兵車輛。

### 美軍
美軍裝甲部隊在M4雪曼可大量供應前，主要裝備M3中戰車。美軍在二戰早期的裝甲作戰中也主要運用M3中戰車，例如火炬行動。早期美軍部隊缺乏實戰經驗，加上M3中戰車本身的缺點，使得戰果不盡人意。例如在凱賽林隘口戰役中的費德隘口，防守的德軍令美軍第一裝甲師在兩天內損失了約100輛戰車。當中有一部份為M3中戰車。
一部份已退出前線的M3中戰車被改裝成工兵車輛。另外有一部份被改裝成自走炮如M7牧師和M12自走砲。

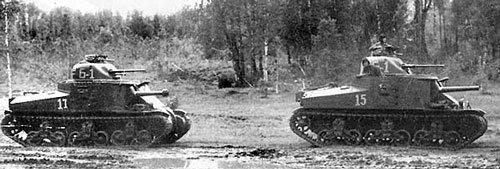
庫斯克戰役中的M3中戰車

### 蘇聯紅軍
蘇聯透過租借法案獲得了1386輛M3中戰車（李將軍式），但因德國潛艇對補給船隊的衝擊而只有大約900多台到達，以補充蘇德戰爭初期損失的兵力。蘇軍對此型坦克並不滿意，最大不滿在於該戰車的引擎對燃料供應極為敏感且在惡劣地帶的可靠性低劣，而且體積粗大但裝甲和火力薄弱的問題，有蘇軍坦克兵戲謔其為“七兄弟棺材”（братская могила на семерых） ，其脆弱可想而知。不過蘇聯接收的120輛M31B2裝甲回收車（以M3中戰車改裝而成）則成為蘇軍僅有的特製回收車輛，成為工兵部隊的重要資源。

### 太平洋戰爭
太平洋戰爭中美軍僅少量運用M3中戰車。太平洋戰爭中大部份M3中戰車參與的戰鬥均屬英聯邦軍隊麾下，用於支援步兵。在歐洲戰場難以生存的M3中戰車對付日軍裝甲車輛綽綽有餘。日軍甚至把M3中戰車歸類為“重型戰車”。除了步兵的自殺式襲擊外，也有利用俘獲的M3斯圖亞特輕型戰車迂迴到後方作戰而成功擊毀的戰例。

## 衍生型

### 白羊坦克
二戰時期加拿大基於M3中戰車開發的坦克。其日後改造成為多款英軍裝甲車輛。

### M31裝甲回收車
美軍在M3（李式）上安裝回收裝置的裝甲回收車。換裝M3 75公釐炮。有M31、M31B1和M31B2等型號。

### M7牧師式自走炮
美軍在M3中戰車的底盤上安裝一門105公釐M101榴彈炮而成的一款自走炮。被英軍冠以“牧師式”之綽號。有M7，M7B1和M7B2等型號。二戰中美國共製造4300余輛，被盟軍廣泛使用。

### M12自走炮
美軍利用M3中戰車的底盤製造的自走炮。M12上的M1917或M1918榴彈炮衍生自法國的155公釐榴彈炮（Canon de 155mm GPF），威力遠大於M7的105公釐榴彈炮。二戰中美國共製造100余輛。

### 河道防務燈
英軍於新炮塔上安裝探照燈用於夜戰的工兵車輛。為掩人耳目而起名為“河道防務燈”（Canal Defence Light）。

### 蝎式 除雷車
英軍利用M3中戰車底盤鏈擊式除雷裝置（Mine flail）開發的除雷坦克。部份M4雪曼坦克和瑪蒂達 II型坦克也有接受同樣的改裝。

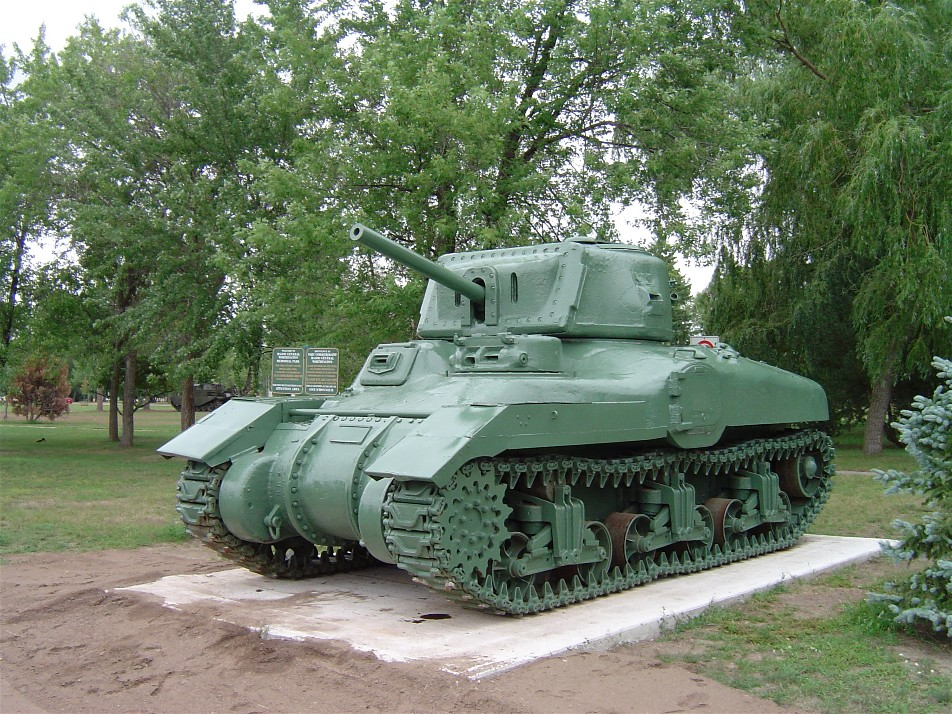
博物館中的白羊坦克。
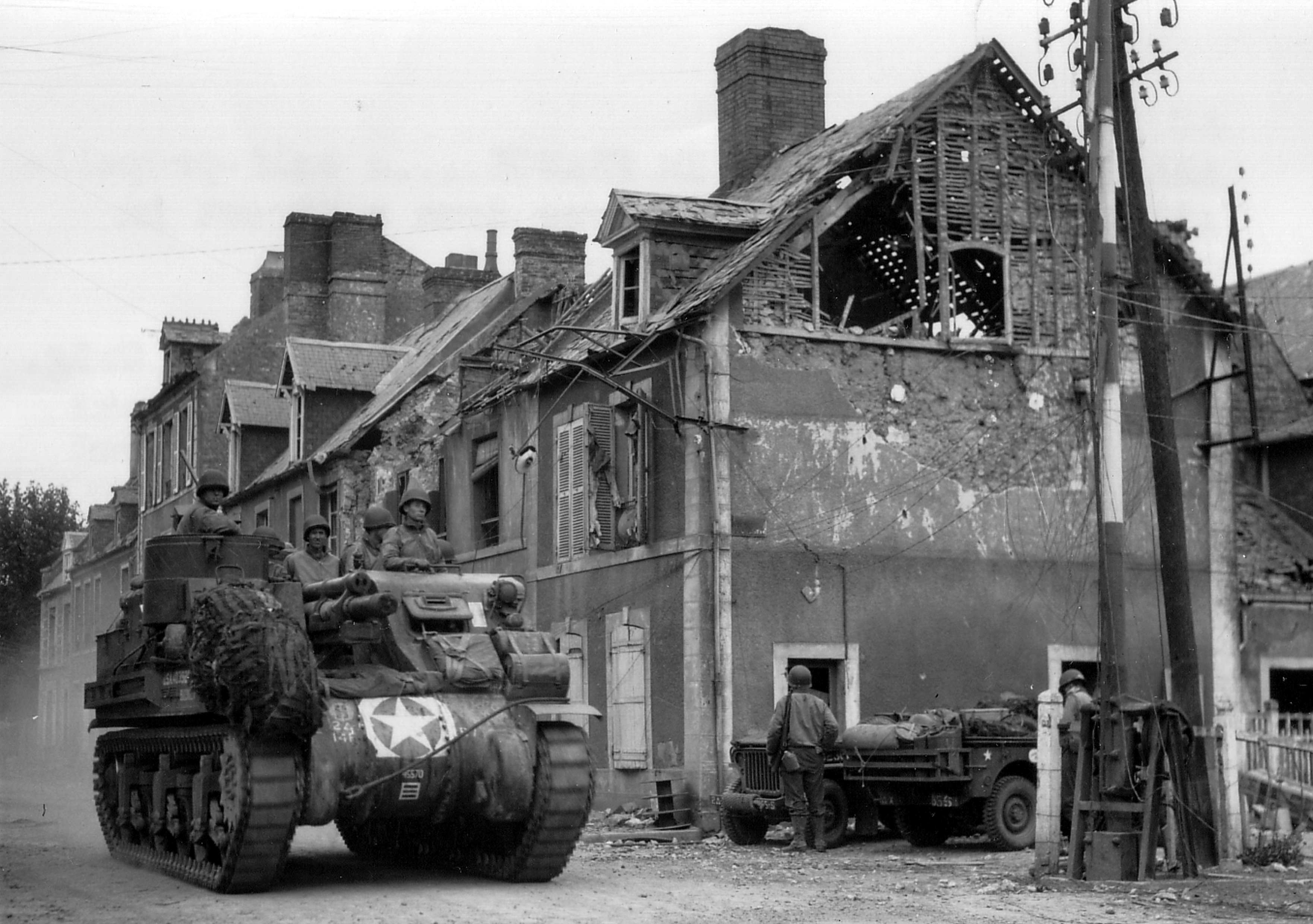
在卡朗唐行駛的M7自走炮。
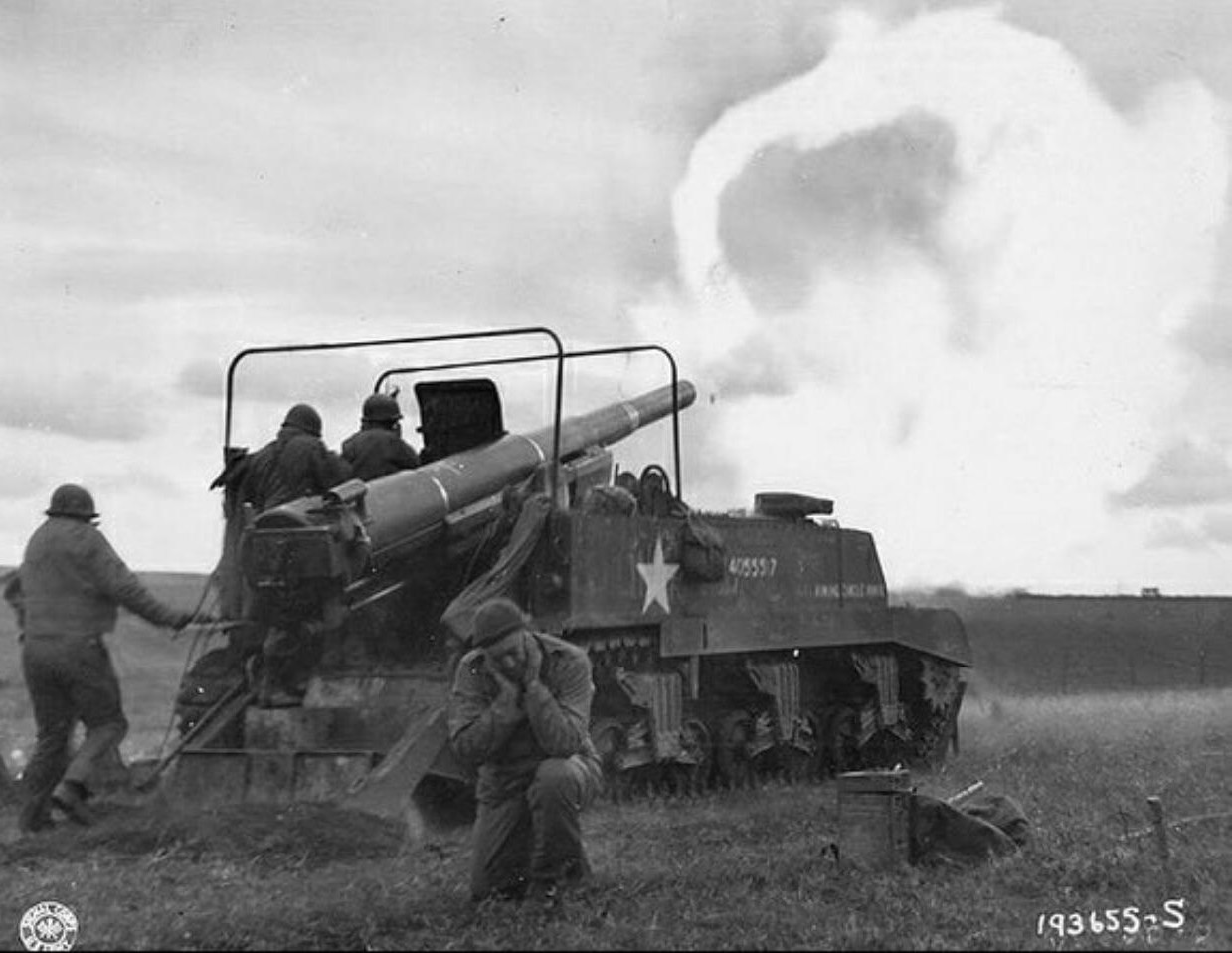
M12自走炮於摩澤爾河之陣地。
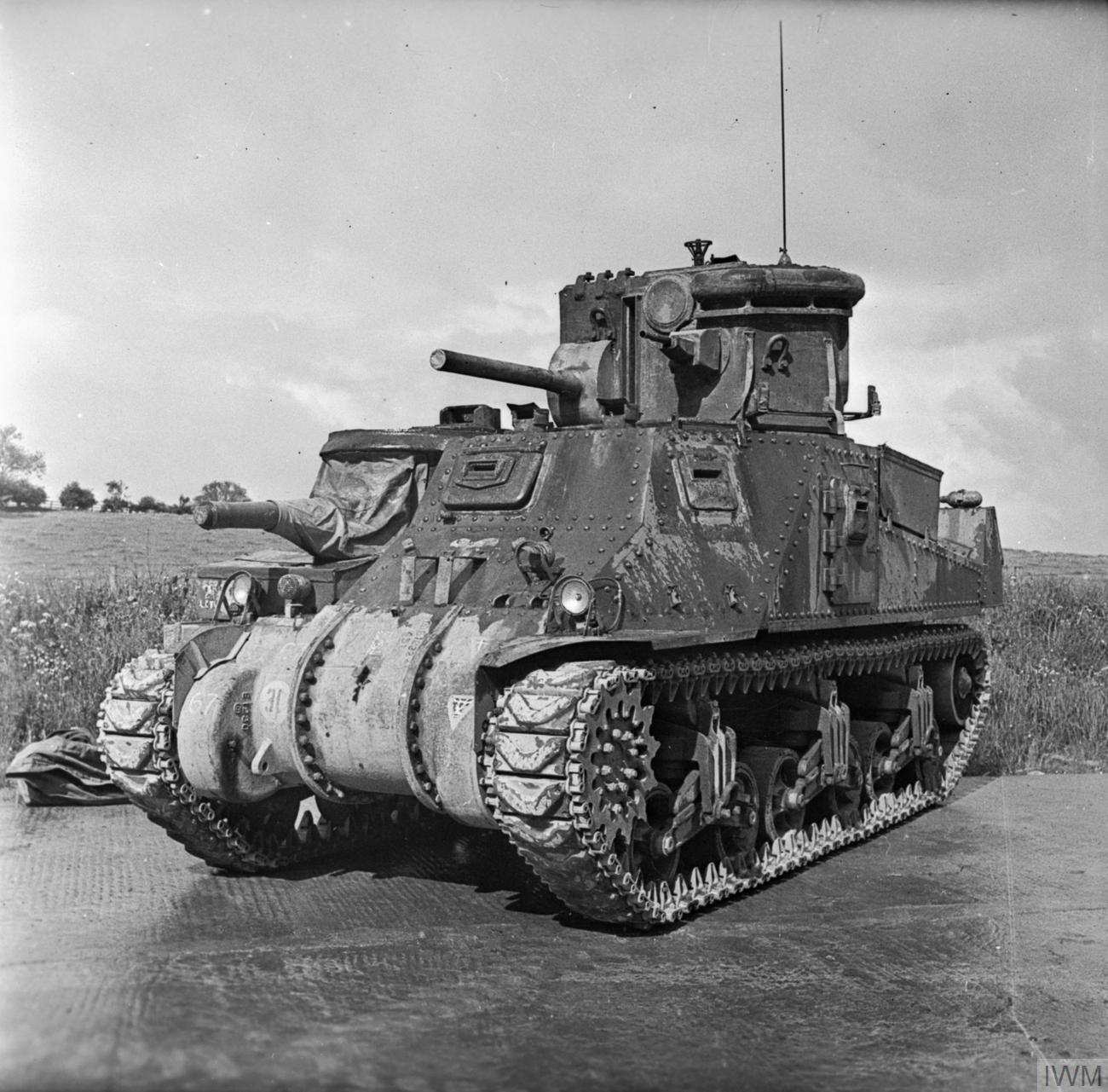
英軍的“河道防務燈”。
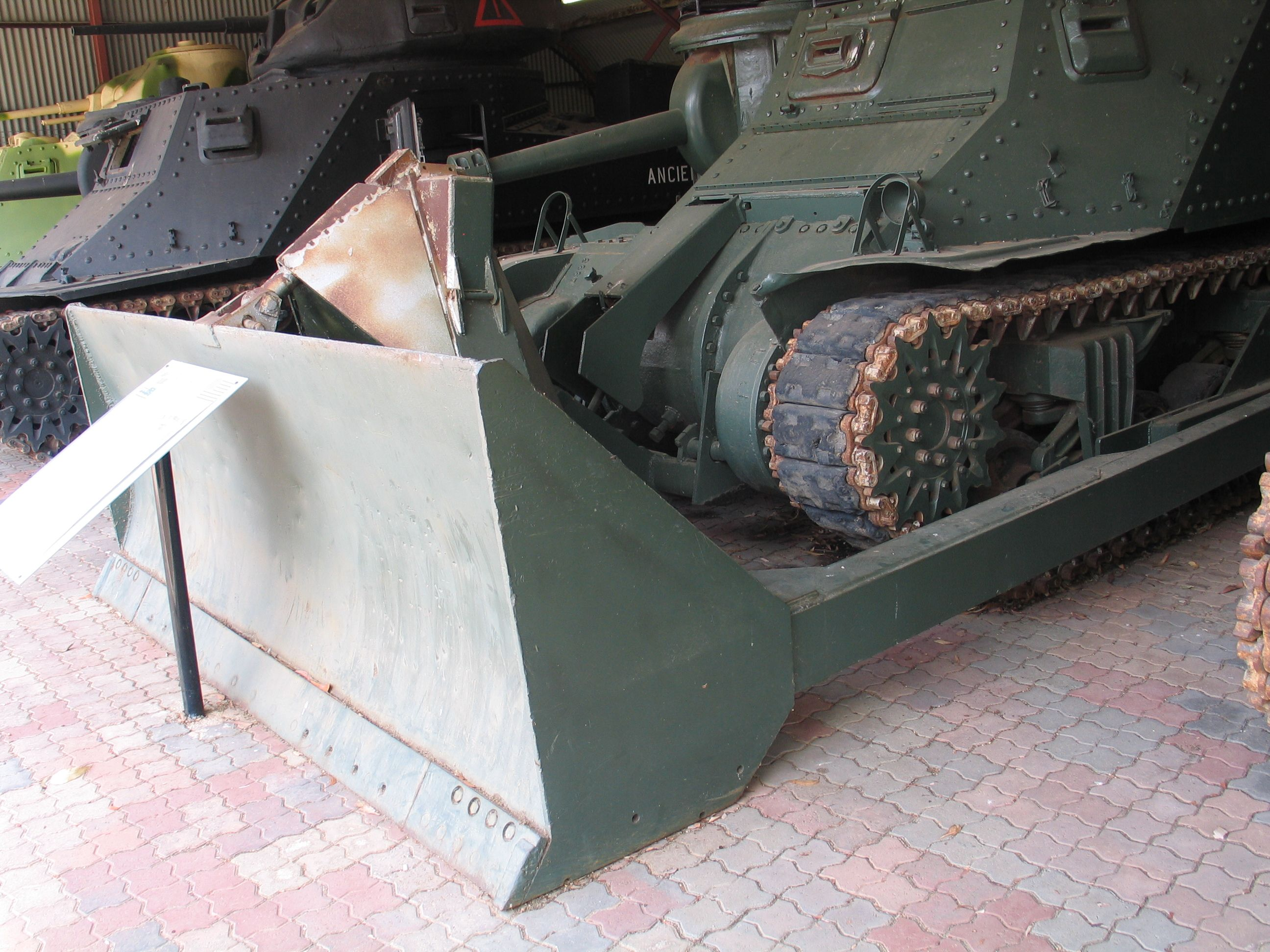
充當推土機的M3中戰車。

## 流行文化

### 電子遊戲
- 《戰爭雷霆》
- 《應徵入伍》